# Carme Forcadell
Pour les articles homonymes, voir Forcadell et Lluís.
Carme Forcadell i Lluís, née le 29 mai 1955 à Xerta en Catalogne, est une spécialiste de la langue et de la littérature catalanes et une femme d'État espagnole, fondatrice de la Plate-forme pour la langue, pour la défense du catalan, membre du bureau de l'Òmnium Cultural de Sabadell et présidente de l'association indépendantiste de l'Assemblée nationale catalane de sa création en 2012 et jusqu'en 2015.
Elle est présidente du Parlement de Catalogne de 2015 à 2017.

## Biographie

### Débuts dans le journalisme et en politique
Carme Forcadell est licenciée en philosophie et en sciences de la communication de l'université autonome de Barcelone. Elle a également un master de philologie catalane de la même université. Elle travaille pour TVE Catalunya de 1979 à 1982 et collabore à différents médias. Elle est fonctionnaire au département de l'Enseignement de la Généralité de Catalogne depuis 1985, et à partir de 1992 devient coordinatrice de la normalisation linguistique du service d'enseignement du catalan au sein du département de l'Éducation. Elle est ensuite, à partir de 2004, conseillère de langue interculturelle et de cohésion sociale de la comarque du Vallès Occidental. Elle a publié des ouvrages pédagogiques, linguistiques et littéraires, ainsi qu'un dictionnaire. Elle a également écrit dans différents médias sur la planification linguistique, la langue et l'identité. Elle participe à la Commission pour la dignité, fondée en 2002 et destinée à retrouver les propriétaires de documents spoliés sous le régime franquiste, ainsi qu'à la Plateforme pour le droit de décider, créée en 2005 et revendiquant le droit pour le peuple catalan de décider de son destin en tant que nation. Elle est élue conseillère municipale de Sabadell de 2003 à 2007 et milite à l'ERC.

### Présidente du Parlement de Catalogne
Carme Forcadell est élue dans la province de Barcelone, avec trente et un de ses colistiers de la liste Ensemble pour le oui, au Parlement de Catalogne le 27 septembre 2015. Elle en est élue présidente le 26 octobre 2015 avec 77 députés sur 135 (55 bulletins blancs et 1 nul). Elle prononce un discours d'investiture partisan qu'elle termine en proclamant : « Vive le peuple souverain ! Vive la République catalane ! ». À la suite de ce discours, Ensemble pour le oui et CUP concluent un accord et publient une proposition de résolution déclarant « le début d'un processus de création de l'État catalan indépendant sous la forme d'une république ».
Le 9 juin 2017, le gouvernement catalan, conjointement avec les députés indépendantistes du Parlement de Catalogne, annonce la date et la question dans une allocution solennelle faite à la cour des Orangers du palais de la Généralité de Catalogne. La question est : 
Cette question sera posée dans les trois langues officielles de la Catalogne, à savoir le catalan, l'espagnol et l'occitan. La date fixée pour le référendum est le 1er octobre 2017.
Le 6 septembre 2017, après une session parlementaire houleuse, la majorité, composée des groupes Ensemble pour le oui et Candidature d'unité populaire (CUP), fait approuver la loi sur la tenue du référendum portant sur l’indépendance de la Catalogne prévu le 1er octobre.
Le lendemain, la loi sur la tenue du référendum est suspendue par le Tribunal constitutionnel qui met également en garde les maires des 968 communes de Catalogne pour les dissuader d'organiser le scrutin. Le Parlement adopte le même jour et avec la même majorité (71 voix sur 135) la loi de transition (Ley de transitoriedad jurídica y fundacional de la República) qui prévoit l'organisation de la Catalogne si le « oui » au référendum du 1er octobre l'emporte.

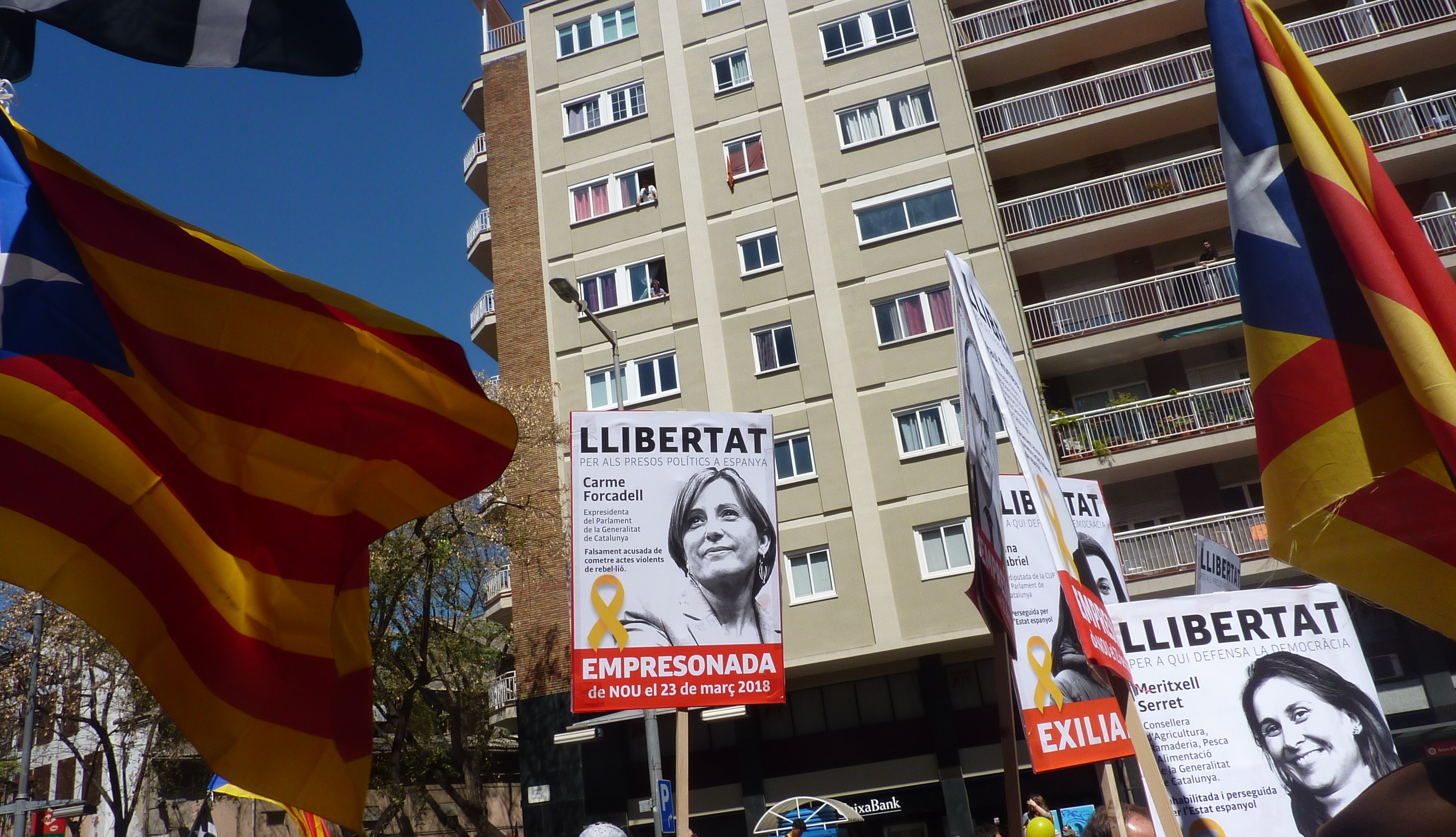
Manifestation à Barcelone le 15.04.2018 contre l'incarcération des dirigeants catalans qualifiés par les manifestants de « prisonniers politiques ».

Le 8 septembre, le parquet supérieur espagnol en Catalogne porte plainte contre les membres du gouvernement catalan de Carles Puigdemont et les membres du bureau du Parlement de Catalogne présidé par Carme Forcadell devant le Tribunal supérieur de justice espagnol en Catalogne pour motifs de prévarication et de désobéissance ainsi que de détournement de capitaux publics.
Le 27 octobre, le Parlement valide la résolution de déclaration d'indépendance. Après l'approbation par le Sénat espagnol de l'application de l'article 155 de la Constitution, Mariano Rajoy, président du gouvernement espagnol, dissout la chambre catalane et annonce la tenue d'élections régionales pour le 21 décembre 2017. Carme Forcadell demeure présidente du Parlement de Catalogne de façon symbolique jusqu'à l'élection de son successeur.
Réélue députée au Parlement catalan sur les listes d'ERC, elle occupe de nouveau son siège à compter du 17 janvier 2018 mais renonce à celui-ci le 22 mars suivant.

### Emprisonnement
Carme Forcadell est incarcérée une première fois pour rébellion, sédition et malversation le 9 novembre 2017 à la prison d'Alcalá-Meco avant de payer la caution fixée à 150 000 euros quelques heures plus tard. Le 23 mars 2018, elle est de nouveau incarcérée pour les mêmes motifs en compagnie de Dolors Bassa, le jugement prévoyant cette fois-ci de la prison ferme. Le 4 juillet suivant, elles sont toutes deux transférées au centre pénitentiaire Puig de les Basses situé dans la commune de Figueras.
Le 2 novembre 2018, le Parquet espagnol fait savoir qu'il requerra dix-sept ans d'emprisonnement pour délit de rébellion tandis que le Bureau de l'Avocat général de l'État annonce qu'il requerra dix ans de réclusion pour délit de sédition.
Le 14 octobre 2019, elle est condamnée par le Tribunal suprême espagnol à 11 ans et 6 mois de prison pour sédition, assortis de 11 ans et 6 mois d'inéligibilité.
Carme Forcadell est libérée fin juin 2021.

## Distinctions
En 2014, elle reçoit le prix Joan Blanca, attribué chaque année par la ville de Perpignan (Pyrénées-Orientales) à deux personnalités reconnues à la fois pour leur défense de la culture catalane et leur fidélité à la ville.